# Politisk parti
 Denne artikel bør gennemlæses af en person med fagkendskab for at sikre den faglige korrekthed.

Et politisk parti er en kreds af personer, som tilslutter sig en ideologi eller et sæt grundholdninger. Disse mennesker har sluttet sig sammen for at prøve at påvirke den politiske udvikling. Der er flere veje til påvirkning og eventuel indflydelse: 
- Partiet kan lade sig opstille til valg i parlamenter og lokale råd og søge at få direkte indflydelse dér.
- Partiet kan også virke som pressionsgruppe (lobbyister) udenfor de folkevalgte organer – f.eks. ved at partiets medlemmer skriver indlæg i aviserne, afholder møder og på anden vis søger at få partiets synspunkter frem i offentligheden.

Partiernes ideologier eller grundholdninger bruges ofte til at placere dem på en højre-venstre-skala, således at partier, der er liberalistiske, konservative eller fascistiske ses som højreorienterede, partier med socialliberale træk ses som midterpartier, mens socialdemokratiske eller socialistiske partier ses som venstreorienterede. Partier, som betegner sig selv som nationalsocialistiske eller nazistiske, placerer sig både til højre og venstre på skalaen.
Udviklingen i de politiske partiers struktur og arbejdsmetoder afspejler den generelle udvikling i de forskellige samfund og forløber derfor forskelligt i forskellige lande.
I parlamentariske regeringer har de fleste politiske partier en valgt leder, som, hvis partiet får absolut flertal ved et valg, eller får støtte til at danne en koalitionsregering og har flertal herindenfor, derefter bliver regeringsleder. I præsidentielle systemer kan præsidenten blive valgt som en repræsentant for sit parti, men i så fald vil han eller hun oftest blive tvunget til at afskære alle direkte bånd til partiet for at kunne tjene hele landet bedst. Koalitionsregeringer dannet af flere partier optræder oftest ved forholdstalsvalg frem for ved flertalsvalg. 
Partimedlemskab er tendensen blandt støtter af politiske partier at abonnere på eller i hvert fald støtte deres partis synspunkter og politikker i modsætning til synspunkterne præsenteret af andre partier. Differentiering er essentiel for næsten alle partier: de er nødt til at adskille sig fra andre partier på mindst et par punkter, for at de kan konkurrere i politik og vinde valg. Ekstremt partimedlemsskab (partisaner) er også kendt som partisankrig – et partisk begrundet guerillakrig.

## Ideelle typer af politiske partier
Politiske videnskabsfolk har udviklet en række begreber omkring forskellige ideelle typer af politiske partier for bedre at kunne sammenligne dem.
Richard Gunther og Larry Diamond skelner mellem fem familier (eller genera, som de kalder det) af politiske partier:
- elite-baserede partier
- masse-baserede partier
- etnisk-baserede partier
- valg-baserede partier
- flytnings-partier

Hver af disse familier består så igen af forskellige typer partier. For eksempel er de valg-baserede partier underinddelt i personalistiske, programmable og alfavnende-partier. Ud fra denne definition er det amerikanske Republikanske parti et valg-baseret, programmabelt parti, mens det konkurrerende Demokratiske parti er et valg-baseret, alfavnende parti.

## Partiløse, etparti-, toparti- og flerpartisystemer
I et partiløst system eksisterer der ingen officielle politiske partier, eller også er de forbudt ved lov. I partiløse valg opstiller hver kandidat på sine egner præmisser uden noget tilhørsforhold. I partiløse lovgivende forsamlinger er der typisk heller ikke partimæssige opdelinger af for forsamlingen, selvom folk muligvis kan have fælles holdninger. Især mange lokale og regionale råd rundt om i verden er partiløse, men nogle lande har også nationale forsamlinger uden partier. Hvis der ikke er en direkte lovgivning imod partidannelse vil partiløse regeringer ofte udvikle sig til decidere politiske partier.
I et etpartisystem er der kun ét parti, som har ret til at sidde med magten. Selvom mindre partier kan have love til eksistere, vil de kun med tilladelse fra det dominerende parti kunne få nogen magt. Dette dominerende parti vil dog ikke nødvendigvis være identisk med regeringen, men i andre sammenhænge vil partiposter i praksis ofte være mere indflydelsesrige end regeringsposterne.
I et system med et dominerende parti er oppositionspartier tilladte og der kan endda være en lang og grundlæggende demokratisk tradition, men andre partier har dog ingen reel chance for at få magten. Årsagen til de andre partiers manglende opbakning kan være politiske, sociale, økonomiske eller blot baseret på den offentlige mening. Nogle gange, især i lande uden en længere tradition for demokrati, vil det dominerende parti søge at holde magten gennem patronage eller måske endda valgfusk. I sidstnævnte tilfælde vil forskellen mellem et system med et dominerende parti og så et egentligt etpartisystem blive noget udviskede. Eksempler på dominerende parti-systemer inkludere Folkets Handlingsparti i Singapore samt African National Congress (ANC) i Sydafrika. Tidligere har Institutionelt Revolutionsparti været det dominerende parti i Mexico ind til sidst i 1990'erne og i det sydlige USA har det demokratiske parti været dominerende fra 1880'erne og frem til 1970'erne.
Topartisystemer er stater såsom USA og Jamaica, hvor der er to partier, der dominerer så markant, at kandidaturer under andre partier næsten umuligt kan føre til succes. Den sædvanligste politiske fordeling vil være et højreorienteret koalitionsparti over for et venstreorienteret ditto, men ofte vil partierne være såkaldte alfavnende partier, der forsøger at favne så bredt som muligt. Forholdet mellem afstemningssystemet og topartisystemet blev beskrevet af Maurice Duverger og er bedst kendt som Duvergers lov.
Flerpartisystemer er systemer med mere end to partier. Nogle lande, såsom Canada eller Storbritannien, har to partier, der er stærkest i landet, men med et tredje parti, der har succes ved valg og derfor i høj grad er med til at præge dagsordenen. Det (eller de) tredje parti kan måske ikke selv være regering, men som støtteparti for en mindretalsregering kan partiet stadig "kræve" magt i forskellige sager.
I få tilfælde, for eksempel i Finland, har man et aktivt trepartisystem, hvor alle tre partier på skift har magten. Det er sjældent at et land har mere end tre partier med lige muligheder for at få magten.
Ofte ser man også, at et land har talrige partier og hvor ingen af dem kan få magten alene. Derfor må partierne til stadighed skabe koalitionsregeringer. Dette er den nuværende tendens i Irlands politik.

## Partier og retninger
Politiske partier bliver ofte vurderet i et politisk spektrum. Et typisk spektrum er højreorienteret politik, der står for konservatisme og traditionelle værdier, over for venstreorienteret politik, der står for radikalisme. Andre analyser inkluderer flere dimensioner såsom partiers holdning til og accept af parlamentarisk demokrati modsat autoritære og totalitæreattituder, samt økonomisk politikker, hvor de venstreorienterede står for socialdemokratisme, socialisme og kommunisme, mens de højreorienterede foretrækker laissez-faire økonomi. Centralistiske partier adopterer ofte en politikker, der tilsammen gør dem umulige at placere i den ene eller anden gruppe.

## Økonomisk fundament
Politiske partier er økonomisk støttede af bidrag fra deres medlemmer og fra personer og organisationer, som deler deres politiske idealer eller som kan få udbytte af partiets aktiviterer. Stærke støtter kan donere deres arv til partiet efter deres død. Politiske partier, især dem i regeringen, vil være udsat for lobbyisme fra organisationer, virksomheder og interessegrupper, som for eksempel fagforeninger. Penge og gaver til et parti, eller til dets medlemmer, bliver ofte set som "motivationer" på grænsen til bestikkelse. I Storbritannien har der været anklager fremme om at partistøtte er blevet belønnet med medlemskab af Overhuset, og derefter har støtterne kunnet komme i en position, hvor de havde en politisk magt og kan deltage i den lovgivende proces. Mest berømt var Lloyd George, der solgte disse adelskaber. For at undgå denne form for korruption, har parlamentet siden vedtaget, at direkte salg heraf er forbudt ved lov, men sidenhen er dette forsøgt omgået ved at give sin økonomisk støtte i ly af lån, hvilket førte til Penge for adelskab-skandalen. Sådanne aktiviteter her medført, at mange lande har indført enten en øvre grænse for private donationer eller at alle donationer skal oplyses. I Storbritannien har denne øvre grænse medført, at mange politikere og partier kræver at blive støttet af staten, da udgifter til valgkampagner stiger uden grænsen gør det.
I Danmark er alle partier statsstøttede, således at partier, der sidder i Folketinget, får støtte ud fra antallet af nuværende mandater, mens alle partier (både i og uden for Folketinget) kan få privat støtte. Dog skal al privat støtte oplyses og redegøres for.

## Partiers farver og emblemer
I hele verden associerer mange politiske partier sig med farver – primært for identifikationens skyld, blandt andet under valgkampe. Disse farver er ofte ens på tværs af landene og fælles for den ideologi, som partierne står for. Rød vil som oftest repræsentere venstreorienterede, kommunistiske eller socialistiske partier. Konservative partier er generelt blå eller sorte, i Danmark grøn. For nylig er denne trend dog blevet vendt om i USA, hvor det konservative republikanske parti har brugt farven rød, mens blå har stået for det liberale demokratiske parti.
Lyserød indikerer nogle gange moderat socialisme. Gul bruges af liberalister. Grøn står for grønne eller islamiske partier. Orange bruges nogle gange til nationalisme (som i Holland) eller er reformpolitikkens farve (som i Ukraine). Tidligere har lilla var farven for royalisme (ligesom hvid), men i dag står farven oftere for feministiske partier. Brun eller sort associeres med fascistiske eller nynazistiske partier, henvisende til nazistpartiets brunskjorter eller Mussolinis sortskjorter. Sort anvendes endvidere af en række islamiske partier/organisationer som Boko Haram og Islamisk Stat.
Farveassociation er især brugbart som huskeregler, når analfabetisme er udbredt i vælgerskaren. Også hvis det er uhensigtsmæssigt at komme med direkte referencer til enkelte partier (hvis flere partier opstiller under et koalitionsløfte), kan farver bruges mere neutralt til at henvise til hele koalitionen – for eksempel rød-grøn alliance, blå-grøn alliance eller som i Tysklands Jamaica-koalition.
Socialistiske partier bruger ofte en rød rose som emblem – og gerne holdt i en knyttet hånd. Kommunistiske partier bruger ofte en hammer, et segl eller begge. Symboler kan tilsvarende være vigtige, hvis analfabetisme er udbredt. Ved Kenyas forfatningsvalg i 2005 brugte de støttende partier en banan som symbol, mens de modsættende partier brugte en appelsin.

## Internationale sammenslutninger af politiske partier
I løbet af det 19. og 20. århundrede blev mange politiske partier organiserede internationalt med andre partier, der fulgte samme politiske linje. Vigtige eksempler er International Arbejderbevægelse (også kaldet Første Internationale), Socialistisk Internationale (også kaldet Anden Internationale), Kommunistisk Internationale (også kaldet Tredje Internationale) samt Fjerde Internationale, der alle er arbejderpartier, eller Liberal International (gul) og International Demokratisk Union (blå). Grønne partier i hele verden har for nylig dannet Global Green-netværket.

## Politiske partier i verdens lande
For baggrundsinformation om politiske partier i forskellige lande, se Politiske partier efter land.
For baggrundsinformation om politiske partier i Danmark, se Politiske partier i Danmark.